# غارة روسه
غارة روسه  (بالإنجليزية: Raid on Ruse)‏ وهي أول عملية بحرية تجري على الجبهة الروماني وذلك خلال معارك الحرب العالمية الأول، ووقعت في 27 أغسطس 1916 وذلك عندما قامت القوات الرومانية بعبور الحدود إلى ترانسيلفانيا ، ومن ثم أجزاء من النمسا والمجر .

## الهجوم الروماني
في ليلة 27 أغسطس 1916 ، هاجمت ثلاثة قوارب طوربيد رومانية صغيرة وهما ( الراندونيتية القديمة التي يبلغ وزنها 10 أطنان وسفن الخدمات الهيدروليكية المحولة بوجوريسكو وكاتينكا ، وكل منهما مملوءتان بطوربيدات ) مجرى نهر الدانوب النمساوي حيث كان يتمركز قوه في الميناء البلغاري في روسه ، تتألف من خمسة قطع بحرية إلي جانب أربعة قوارب نهرية مسلحة وكان الهدف هو غرق أحد القطع البحرية ، لكن الهجوم فشل في غرضه المباشر ، حيث غرقت سفينة واحدة فقط محملة بالوقود (بواسطة راندونيتشا ، بقيادة الكابتن نيكوليسكو ريزيا) كما تم إتلاف رصيف بحري بطوربيد آخر، ولكن بسبب هذا الهجوم ، تراجع الأسطول الهنغاري بالدانوب بقيادة ( كارل لوسيتش) نحو 130 كيلومتر (81 ميل) غربًا على طول نهر الدانوب ، حيث تمركز في بيلين واتخذت بعد ذلك تدابير دفاعية مكثفة، لاحقا تم استقبال الطاقم الثلاثة لقارب الطوربيدات راندونيتشا كأبطال في بوخارست ، كما تم منع السفن الحربية النمساوية المجرية من التدخل في معركة تيرتيسيا اللاحقة.    